# 巴爾科韋 (扎波羅熱州)
47°7′51″N 35°48′57″E / 47.13083°N 35.81583°E
巴爾科韋（烏克蘭語：Балкове）是位於烏克蘭東南部的村莊，由扎波羅熱州波洛希區的莫洛昌斯克市鎮負責管轄，該村處於貝希姆-喬克拉克河畔，分別距離庫魯尚河0.5公里和斯維特莱1.5公里，面積0.097平方公里，海拔高度53米，2001年人口501。